# Aeroportul Internațional Sochi
Aeroportul Internațional Sochi (IATA: AER, ICAO: URSS) este un aeroport din Ținutul Krasnodar, Rusia ce deservește zona Soci. Aeroportul a fost tranzitat în 2021 de 11.076.621 de pasageri. A fost deschis în 23 noiembrie 1945 și numit după Vitaly Sevastyanov⁠(d).
Situat la o altitudine de 27 m, aeroportul dispune de 1 pistă. Este operat de Basel.Aero⁠(d).

## Infrastructură

### Piste
Aeroportul dispune de o singură pistă. Pista are orientarea 06/24.